# Men (déu)

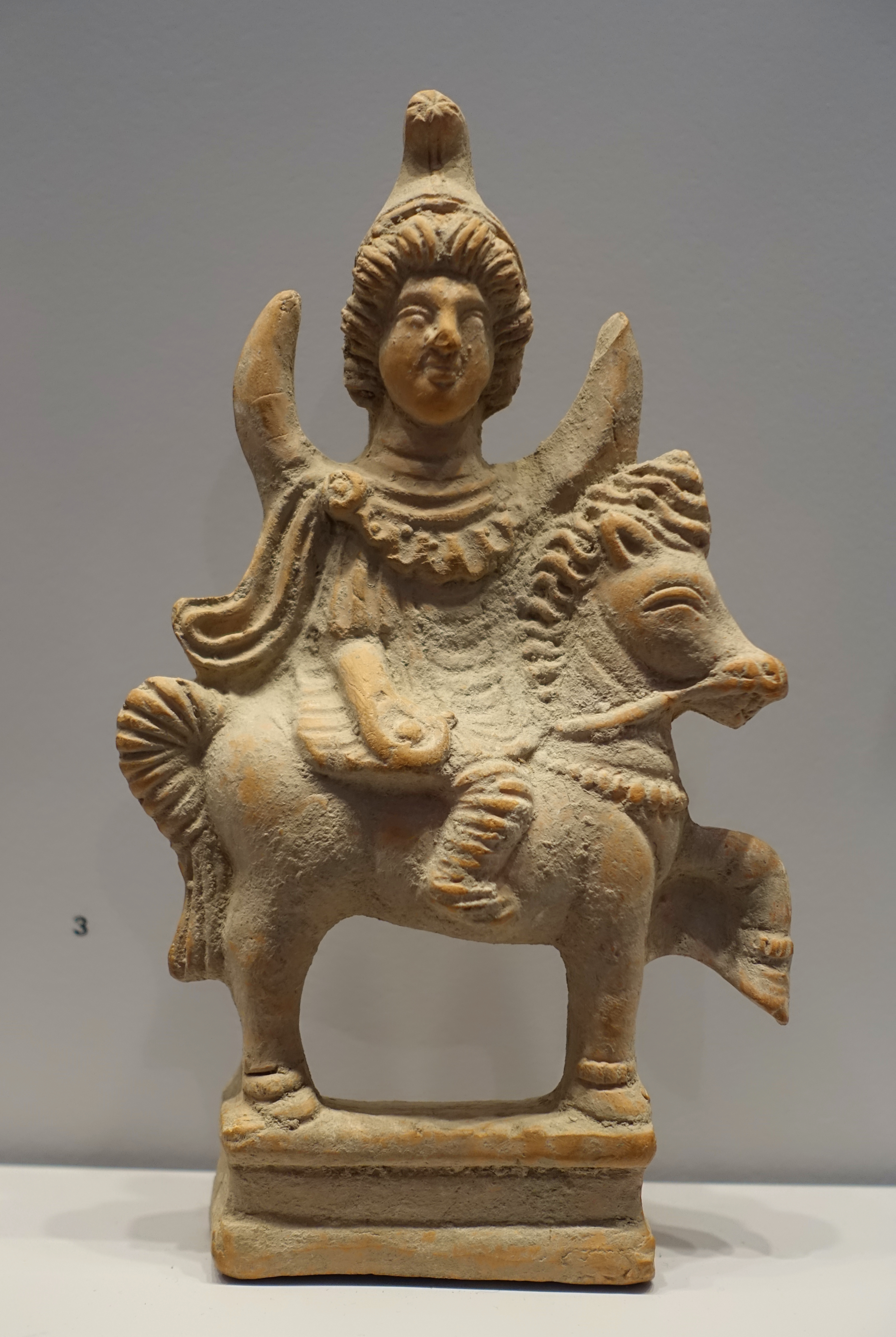
Men a cavall, estatueta de terracota,, Museu M. Sackler, Universitat Harvard

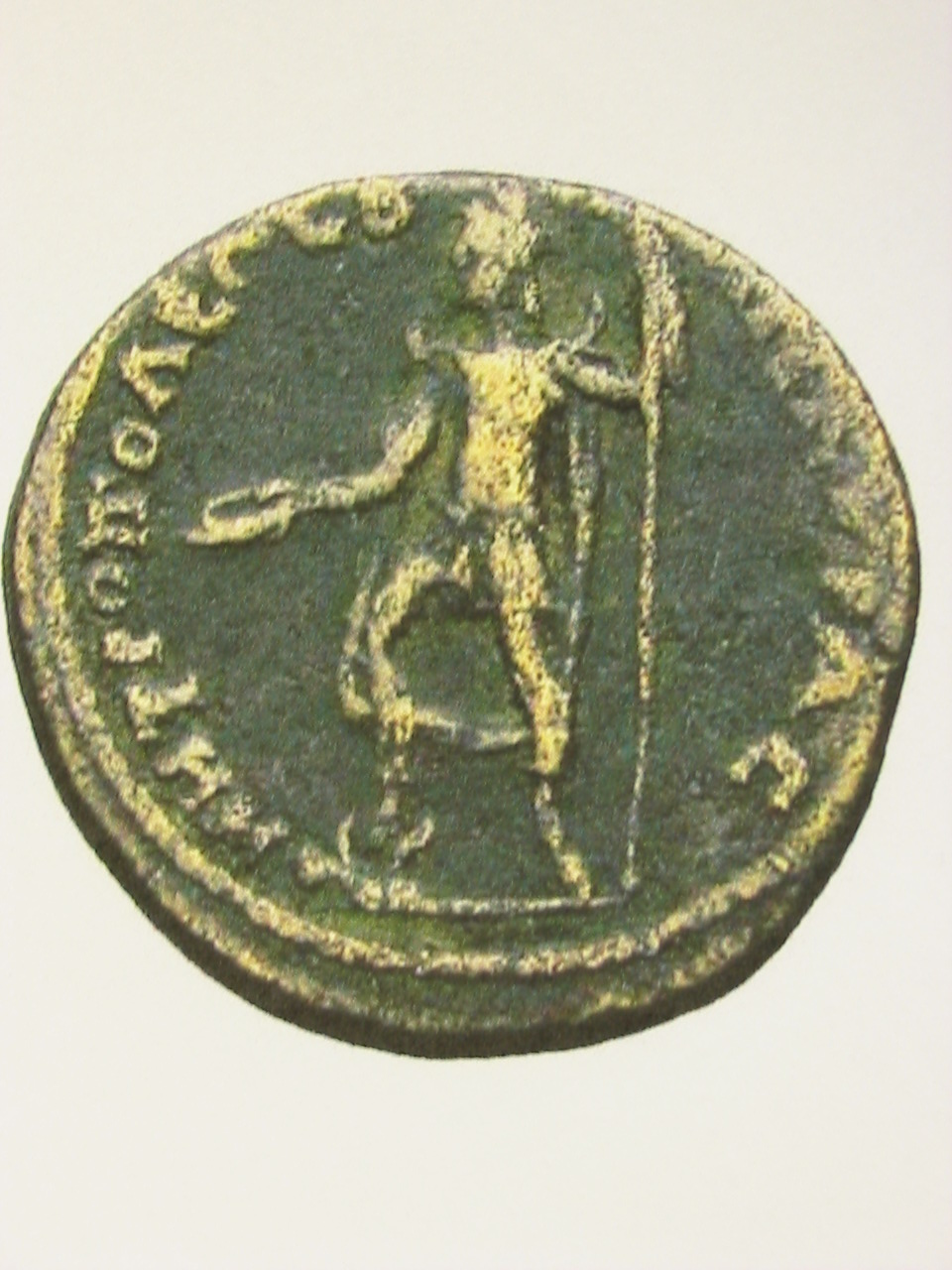
Moneda amb la representació del déu Men, de l'Ancyra romana, mitjan

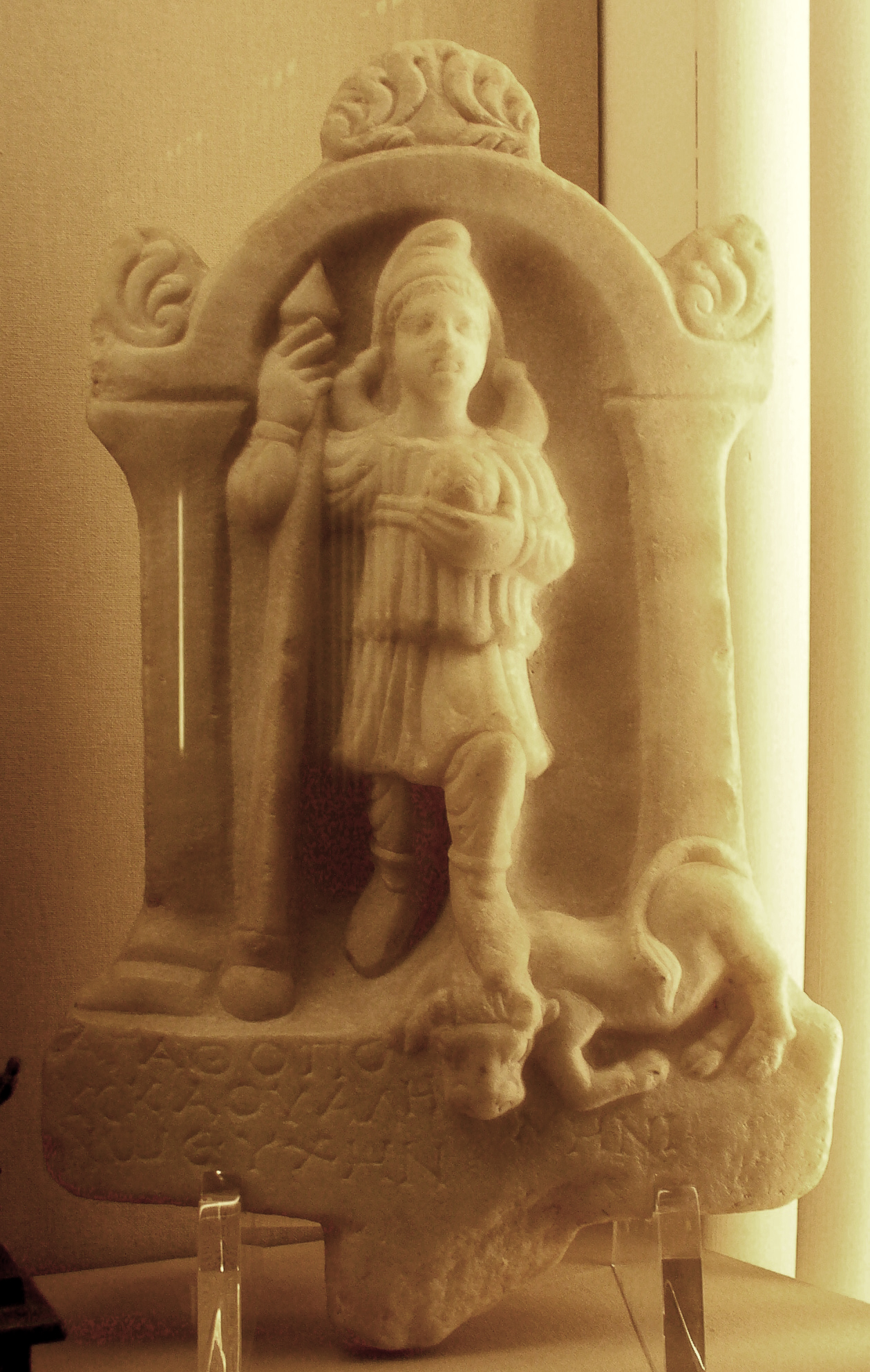
Relleu romà del Men "frigi", representat amb el característic barret (Museu Britànic)

Men o Mēn (en grec Μήν, 'mes', 'lluna'; en llatí Mensis i segurament influenciat per l'avèstic måŋha) fou un antic déu lunar, especialment adorat a Lídia i Frígia, a l'Àsia Menor, durant l'Imperi romà, i a l'Àtica des del segle iii abans de la nostra era.
Està enregistrat amb diferents variants locals, com ara Mēn Askaenos a Antioquia de Pisídia o Mēn Pharnakou a Ameria del Pont (Cabira).

## Història
No se'n sap pas massa sobre l'origen, però pot ser fos persa, com suggereixen alguns elements comuns de les antigues religions perses, i més concretament, podria relacionar-se amb el déu lunar persa Mao i associar-se a la dea Anahita. També podria estar influenciat per la divinitat lunar zoroàstrica, en aquest cas, femenina, Mah; el seu sexe masculí, però, podria atribuir-se a la influència del déu de la lluna mesopotàmic Nanna.
Els seus primers esments provenen dels segles IV i III abans de la nostra era, tot i que la major quantitat de registres procedeixen de l'Imperi romà.

## Iconografia
El simbolisme lunar predomina en la seua iconografia. Sol mostrar-se amb les banyes d'una mitja lluna creixent emergint-li darrere de les espatles, i és descrit com el déu que presideix els mesos (lunars). Estrabó descriu Men com un déu local dels frigis. Gairebé sempre se'l representa dempeus o a cavall, rares vegades assegut. A més d'a cavall, es pot veure muntant altres animals, com ara carners, lleopards, lleons, galls o bous. La seua iconografia recorda la de Mitra, que duu un capell frigi i se sol representar amb un bou i símbols del Sol i la Lluna.
Poques vegades se'l representa amb les mans lliures: normalment sosté un ceptre, una pàtera (copa de sacrifici) o una pinya. Quan té les mans lliures, una li descansa al costat, a l'alçada del maluc. En algunes representacions aixafa el cap d'un bou. Durant l'època de l'emperador August, se'l va associar amb la idea de la Victòria i, fins i tot, en la iconografia tradicional, anava acompanyat d'una Nice.(4)
L'efígie del déu va aparéixer en moltes monedes per a culte, de circulació regional, fins i tot en època romana. Els romans, que veneraven una deïtat lunar femenina, Lluna, van adoptar de tant en tant diverses solucions per a identificar el déu Men: al principi en algunes monedes n'indicaven el nom frigi, en d'altres el grec. Durant el regnat d'Antoní Pius, s'encunyaren monedes amb referència al déu com a Mensis. Finalment, s'hi feu servir la fórmula LUS que provenia de Lunae Votum Solvit, cosa que permetia no indicar el sexe del déu. Al febrer del 2021 es trobà a Palestina una moneda de coure romana amb l'anvers del bust d'Antoní Pius i el revers amb el déu i la llegenda "del poble de Geva Phillipi, any (cívic) 217" (entre els anys 158 i 159).
El seu nom també sol aparéixer amb el seu títol de culte, que pot ser un adjectiu que denota l'indret on se li adorava, i els seus atributs més freqüents són una pinya, un bucrani o un gall.(1)

## Mēn Pharnakou
En el Regne del Pont, hi havia un temple dedicat al déu Mēn Pharnakou i a la dea de la lluna Selene a Ameria, a prop de Cabira. El temple, el degué construir Farnaces I en el segle II abans de la nostra era, aparentment per contrarestar la influència de la dea lunar Ma de Comana (capadòcia). El culte de Mēn Pharnakou al Pont ha estat investigat per l'aparició del motiu del creixent lunar i l'estrela en les seves monedes d'aleshores ençà.

## Mēn Askaenos
En grec, Μήν Ἀρκαίος, Taşlıalan (1988) en un estudi sobre Antioquia de Pisídia, ha assenyalat que el poble que es va assentar en l'acròpoli en l'època colonial grega duia el culte de Mēn Askaenos a la plana com a Patris Theos i a l'indret on es va construir l'Augusteum hi havia indicis d'aquest antic culte com bucranis a les parets rocoses.

## Recepció romana
El déu autòcton Men, enregistrat a Anatòlia, s'ha de diferenciar de la seua recepció com a "déu frigi" a Roma durant l'època imperial. Ací, la iconografia romana de Men el representa duent el barret frigi i una túnica amb cinyell, que recorda en part la del déu Mitra.
La Història Augusta relata que l'emperador romà Caracal·la (r. 198-217) retia culte a Lunus a Harran poc abans de ser assassinat, és a dir, una variant masculina del substantiu llatí femení Luna, que s'ha pres com un nom llatinitzat per a Men. La mateixa font registra l'opinió local que qualsevol que crega que la deïtat de la Lluna siga femenina sempre estarà subjecte a les dones, mentre que aquell home que crega que la deïtat és masculina, dominarà la seua esposa. David Magie o Georg Friedrich Creuzer suggereixen que Caracal·la hauria visitat el Temple de Sin, el déu lunar de Mesopotàmia.
En èpoques posteriors, Men també es podria identificar amb el déu Atis de Frígia i amb Sabazi de Tràcia, que comparteixen un origen comú amb la dea zoroàstrica de la Lluna, Mah.